# Clipsham
Clipsham is een civil parish in het bestuurlijke gebied Rutland, in het Engelse graafschap Rutland met 166 inwoners.